# Johann Nepomuk von Apfaltern
Johann Nepomuk von Apfaltern (* 1743 in Ljubljana; † 3. Februar 1817) war eine Militärperson in Diensten der Habsburgermonarchie.

## Leben
Johann Nepomuk von Apfaltern entstammte der zur Zeit Kaiser Leopolds I. in den Freiherrenstand erhobenen Familie Apfaltern. Schon 15-jährig trat er in das Militär ein, zehn Jahre später stieg er zum Hauptmann im Grenzregiment 8 auf. So nahm er am Russisch-Österreichischen Türkenkrieg teil.
Seit 1789 fungierte von Apfaltern als Major, ab 1795 als Oberstleutnant und kam dann zur Armee in Italien. Dort griff er die Verschanzungen von Madonna del Monte in der Republik Genua an, wofür er gerühmt wurde. Auch in der Schlacht bei Gießen tat er sich hervor, so dass ihn der Feldzeugmeister Paul Kray von Krajowa lobte.
Im Regiment wurde von Apfaltern 1797 zum Oberst befördert. Am 27. März 1799 kämpfte er bei Legnago, focht am 30. März die Schlacht von Verona und am 5. April die Schlacht bei Magnon. Am 20. April konnte er mit den drei Bataillonen, die dem Regiment angehörten, Brescia erobern, kämpfte am 27. und 28. April in der Schlacht von Cassano und am 17. Juni bei Trebbia. Besonders dort lobte man ihn, weil er das Regiment gut führte.
In diesen Schlachten wurde von Apfaltern verwundet, weshalb er 1800 ehrenhalber zum Generalmajor ernannt wurde und in den Ruhestand trat. Seine restlichen 17 Lebensjahre verbrachte er zum Großteil bei seiner Familie in Ljubljana.